# Homonyx cupreus
Homonyx cupreus är en skalbaggsart som beskrevs av Guérin-Méneville 1839. Homonyx cupreus ingår i släktet Homonyx och familjen Rutelidae. Inga underarter finns listade i Catalogue of Life.